# Live (album d'AC/DC)
Pour les articles homonymes, voir Liste des albums intitulés Live.
Albums de AC/DC
The Razors Edge
(1990) Ballbreaker
(1995)
Live est un album live du groupe de hard rock AC/DC. Il a été enregistré au cours de la tournée The Razors Edge, couvrant plus de 130 dates, et est sorti fin octobre 1992 en tant que simple album et en tant que double album sous le nom Live: 2 CD Collector's Edition.
Comme la quasi-totalité des albums d'AC/DC, l'album et sa version 2 CD ont été remasterisés en 2003.

## Liste des pistes

### Édition 1 CD
1. Thunderstruck (6:34)
2. Shoot to Thrill (5:23)
3. Back in Black (4:28)
4. Who Made Who (5:16)
5. Heatseeker (3:37)
6. The Jack (6:56)
7. Moneytalks (4:21)
8. Hells Bells (6:01)
9. Dirty Deeds Done Dirt Cheap (5:02)
10. Whole Lotta Rosie (4:30)
11. You Shook Me All Night Long (3:54)
12. Highway to Hell (3:58)
13. T.N.T. (3:48)
14. For Those About to Rock (We Salute You) (7:09)

### Édition 2 CD
- En caractères gras, les chansons présentes dans l'album Live.

#### CD 1
1. Thunderstruck (6:34)
2. Shoot to Thrill (5:23)
3. Back in Black (4:28)
4. Sin City (5:40)
5. Who Made Who (5:16)
6. Heatseeker (3:37)
7. Fire Your Guns (3:40)
8. Jailbreak (14:43)
9. The Jack (6:56)
10. The Razors Edge (4:35)
11. Dirty Deeds Done Dirt Cheap (5:02)
12. Moneytalks (4:21)

#### CD 2
1. Hells Bells (6:01)
2. Are You Ready (4:34)
3. That's The Way I Wanna Rock 'N' Roll (3:57)
4. High Voltage (10:32)
5. You Shook Me All Night Long (3:54)
6. Whole Lotta Rosie (4:30)
7. Let There Be Rock (12:17)
8. Bonny (1:03)
9. Highway to Hell (3:53)
10. T.N.T. (3:48)
11. For Those About to Rock (We Salute You) (7:09)

##### Bonny
Le morceau intitulé Bonny (piste 8 du CD 2), est en fait une version live du morceau Fling Thing (sorti en tant que face B du single de Jailbreak en 1976 puis réédité dans Backtracks) qui est une adaptation instrumentale de l'hymne écossais  « Loch Lomond ». Ce morceau est joué régulièrement par le groupe lors des concerts dans la ville de Glasgow en Écosse depuis 1977. Le groupe interprète ce morceau car les frères Young sont natifs de cette région.

Dans ce double album live, ils l'ont intitulé Bonny en mémoire de Bon Scott (son surnom Bon vient de Bonny (qui signifie « osseux » en anglais)).

##### Bonus
La version japonaise inclut Hell Ain't a Bad Place to Be en bonus. Cette version live de la chanson est aussi présente sur le DVD Live at Donington. Cette piste a été incluse dans l'édition collector de Backtracks, sorti en 2009.

## Formation
- Brian Johnson : chant
- Angus Young : guitare solo
- Malcolm Young : guitare rythmique
- Cliff Williams : basse
- Chris Slade : batterie

## Charts et certifications

### Album
Charts
| Pays                                  | Durée du classement | Meilleur classement | Date              |
| ------------------------------------- | ------------------- | ------------------- | ----------------- |
| Allemagne (GfK Entertainment)         | 18 semaines         | 9e                  | 22 mars 2024      |
| Australie (ARIA Charts)               | 59 semaines         | 1er                 | 22 novembre 1992  |
| Autriche (Ö3 Austria Top 40)          | 4 semaines          | 15e                 | 26 mars 2024      |
| Belgique (V) (Ultratop)               | 4 semaines          | 127e                | 28 novembre 2020  |
| Belgique (W) (Ultratop)               | 1 semaines          | 175e                | 23 mars 2024      |
| Canada (RPM)                          | 8 semaines          | 28e                 | 21 novembre 1992  |
| Écosse (Scottish Album Chart)         | 1 semaine           | 21e                 | 22 mars 2024      |
| Espagne (Promusicae )                 | 5 semaines          | 70e                 | 2 novembre 2008   |
| États-Unis (Billboard 200)            | 48 semaines         | 15e                 | 21 novembre 1992  |
| France (SNEP)                         | 75 semaines         | 29e                 | 10 août 2003      |
| Italie (FIMI)                         | 49 semaines         | 22e                 | 9 novembre 1992   |
| Norvège (VG-lista)                    | 12 semaines         | 10e                 | 2 novembre 1992   |
| Nouvelle-Zélande (RMNZ Albums Top40)  | 25 semaines         | 3e                  | 6 décembre 1992   |
| Pays-Bas (MegaCharts)                 | 8 semaines          | 26e                 | 28 novembre 1992  |
| Portugal (AFP)                        | 6 semaines          | 24e                 | 8 juin 2009       |
| Royaume-Uni (UK Albums Chart)         | 7 semaines          | 5e                  | 1er novembre 1992 |
| Royaume-Uni (UK Rock and Metal Chart) | 55 semaines         | 7e                  | 22 mars 2024      |
| Suède (Sverigetopplistan)             | 3 semaines          | 25e                 | 11 novembre 1992  |
| Suisse (Schweizer Hitparade)          | 34 semaines         | 10e                 | 22 novembre 1992  |

| Pays                          | Durée du classement | Meilleur classement | Date              |
| ----------------------------- | ------------------- | ------------------- | ----------------- |
| Allemagne (GfK Entertainment) | 22 semaines         | 5e                  | 23 novembre 1992  |
| Australie (ARIA Charts)       | 3 semaines          | 44e                 | 10 août 2003      |
| Autriche (Ö3 Austria Top 40)  | 26 semaines         | 7e                  | 13 décembre 1992  |
| Canada (RPM)                  | 20 semaines         | 13e                 | 14 novembre 1992  |
| États-Unis (Billboard 200)    | 14 semaines         | 34e                 | 14 novembre 1992  |
| France (SNEP])                | 3 semaines          | 155e                | 1er décembre 2012 |
| Suède (Sverigetopplistan)     | 8 semaines          | 9e                  | 25 novembre 1992  |
| Suisse (Schweizer Hitparade)  | 13 semaines         | 5e                  | 22 novembre 1992  |

Certifications
| Pays                       | Certification | Ventes      | Date              |
| -------------------------- | ------------- | ----------- | ----------------- |
| Allemagne (BVMI)           | Or            | 250 000 +   | 1994              |
| Australie (ARIA)           | 8 × Platine   | 560 000 +   | 30 janvier 2013   |
| Canada (MC)                | Platine       | 100 000 +   | 19 janvier 1993   |
| États-Unis (RIAA)          | 4 × Platine   | 4 000 000 + | 8 juillet 2024    |
| France (SNEP)              | 2 × Platine   | 600 000 +   | 18 septembre 1996 |
| Italie (FIMI)              | Or            | 25 000 +    | 2014              |
| Nouvelle-Zélande (RMNZ)    | Platine       | 15 000 +    | 20 décembre 1992  |
| Royaume-Uni (BPI)          | Or            | 100 000 +   | 1er juin 1993     |
| Suisse (IFPI Suisse)       | Or            | 25 000 +    | 1993              |
| Suisse (Collector Edition) | Platine       | 50 000 +    | 1995              |

### Singles
| Single                             | Chart                    | Durée du classement | Position | Date             |
| ---------------------------------- | ------------------------ | ------------------- | -------- | ---------------- |
| Highway to Hell (Live)             | (Mainstream Rock Tracks) | 4 semaines          | 29e      | 31 octobre 1992  |
| Highway to Hell (Live)             | (ARIA Charts)            | 3 semaines          | 29e      | 22 novembre 1992 |
| Highway to Hell (Live)             | (IRMA)                   | 4 semaines          | 12e      | 18 octobre 1992  |
| Highway to Hell (Live)             | (Single Top 100)         | 3 semaines          | 69e      | 28 novembre 1992 |
| Highway to Hell (Live)             | (UK Singles Chart)       | 4 semaines          | 14e      | 18 octobre 1992  |
| Highway to Hell (Live)             | (Schweizer Hitparade)    | 5 semaines          | 37e      | 15 novembre 1992 |
| Dirty Deeds Done Dirt Cheap (live) | (UK Singles Chart)       | 1 semaine           | 68e      | 28 février 1993  |